# Rostsmalbi
Rostsmalbi (Lasioglossum xanthopus) är en biart som först beskrevs av Kirby 1802.  Rostsmalbi ingår i släktet smalbin och familjen vägbin. Inga underarter finns listade.

## Beskrivning
Ett slankt bi med avlångt huvud och svart grundfärg. Antennerna är helsvarta hos honan, svarta med gul undersida hos hanen. Clypeus (munskölden) har gul spets hos hanen. Vingbaserna är gula, pälsen på mellankroppen är rödbrun, och bakkroppen har tydliga, vita bakkanter på tergiterna 2 till 4. Bakskenbenen och -tarserna är orange hos honan, klargula hos hanen. Arten är stor för att vara ett smalbi, kroppslängden uppgår till omkring 12 mm hos honan, mellan 11 och 12 mm hos hanen. Längden och den färgglada hårigheten gör att arten mer ser ut som ett sandbi.

## Ekologi
Rostsmalbiet finns på habitat som sandiga kustbranter (som backafall), ängar och annan gräsmark rik på blommande växter, gärna på kalkgrund, och på klippor. I undantagsfall kan det besöka åkerrenar. 
Vad gäller näringen är arten polylektisk, det vill säga en generalist som hämtar pollen från många olika sorters blommor. Bland de vanligare familjerna finns korgblommiga växter (som klintsläktet, maskrosor och prästkrage), strävbladiga växter (som blåeld), korsblommiga växter (som raps), klockväxter (som blåklockor), kransblommiga växter (som jordreva), rosväxter (som björnbär och slån), nejlikväxter (som strandglim), ärtväxter (som klöversläktet) samt ranunkelväxter (som svalört). Hanar hämtar gärna nektar från klintsläktet och väddväxter (som åkervädd). I Nordeuropa är flygtiderna påtagligt olika mellan könen: Honorna flyger mellan april och augusti, medan hanarnas flygtid varar mellan augusti och mitten av oktober. Längre söderut är det dock vanligt att troligtvis övervintrande hanar visar sig redan på våren.

### Fortplantning
Artens bon anläggs vanligtvis isolerat (det vill säga inte tillsammans med andra bon av samma art, som annars ofta är vanligt bland vägbin) och arten antas vara solitär, alltså icke eusocial (samhällsbildande).
I Höga Atlas i Marocko upptäcktes i april 1993 två individer, en hane och en hona, i ett bergspass på 2 100 meters höjd. Då marken på dessa höjder är snötäckt tidigare under våren, antas det att inte bara honan övervintrar för att gräva ut sina larvbon på våren, vilket är vanligt bland både smalbin och många andra vildbin, utan att även hanen övervintrar. Det är vanligt att se båda könen flyga tillsammans både i Nordafrika och Sydeuropa. Även i Mellaneuropa kan i undantagsfall hanar observeras redan på våren.                                                         
Bona angrips ibland av blodbiet taggblodbi (Sphecodes spinulosus) och troligtvis även ängsblodbi (Sphecodes monilicornis), vilkas larver lever på det insamlade matförrådet efter det att blodbihonan förstört värdägget eller dödat värdlarven.

## Utbredning
Arten förekommer i Europa och Nordafrika från Marocko över Spanien, Frankrike, Italien, den grekiska övärlden och Turkiet till England, Mellaneuropa och södra Sverige, samt i Asien till Israel, Pakistan och Mongoliet.
I Sverige förekommer arten mycket sällsynt i Skåne, närmare bestämt på Österlen och längst västkusten. Mellan 2000 och 2020 har den påträffats på sex lokaler.

## Status
Globalt är arten rödlistad som nära hotad ("NT") av IUCN. Som främsta hotet listas den ökade användningen av kemikalier för gödsling och ogräsbekämpning som anses minska de tillgängliga värdväxterna för arten.
Arten är även rödlistad som starkt hotad ("EN") i Sverige. Främsta hoten är urbanisering och ökad kustbebyggelse, beläggning av stigar samt igenväxning, även om smärre markstörningar inte nödvändigtvis är av ondo.
Arten saknas i Finland. Däremot finns arten i Danmark, där den är rödlistad som sårbar ("VU").